# BPS CS 22898-0066
BPS CS 22898-0066 is een zwakke M-ster op ongeveer 109,6 lichtjaar van de zon.